# Адлер, Юлия Ребекка
Ю́лия Ребе́кка А́длер (нем. Julia Rebekka Adler, ур. Май (нем. Mai); 1978, Хайдельберг) — немецкая альтистка.

## Биография
Юлия начала играть на альте в 6 лет. Она училась у Хартмута Роде в Берлине, затем у Иоганнеса Люти, Ким Кашкашьян и Вольфрама Криста во Фрайбурге и, наконец, совершенствовалась под руководством Юрия Башмета. Неоднократно выигрывала юношеский конкурс Jugend musiziert, в 2004 году была признана лучшей из немецких альтистов в интернациональном музыкальном конкурсе ARD (нем. Internationaler Musikwettbewerb der ARD). В 2002 году удостоена Премии имени Феликса Мендельсона. Юлия Адлер была стипендиаткой Немецкого фонда «Музыкальная жизнь» (нем. Deutschen Stiftung Musikleben) и фонда «Теодора Роглер» (нем. Theodor-Rogler-Stiftung).
В сольном репертуаре Адлер выделяются сонаты Моисея Вайнберга, с которыми она впервые выступила в 2008 году, а затем записала для фирмы «Neos» при поддержке Баварского радио (нем. Bayerischen Rundfunk). Как ансамблист она выступает в составе Берлинского октета (нем. Berliner Solistenoktett) и резервистка Мюнхенского филармонического оркестра.

## Дискография
- 1994: Дариус Мийо — Концерт для альта и оркестра, LJO Baden-Württemberg, Nicolás Pasquet; audite MAS 328.
- 2004: Франц Антон Хоффмайстер — Концерт для альта и оркестра D-Dur, Baden-Badener Philharmonie, Werner Stiefel; Bella Musica 31.2398.
- 2007: Louise Héritte-Viardot — три фортепианных квартета, Ensemble Viardot; ARS 38468.
- 2008: «Vergessene Moderne» — Дуэт с Томасом Руге (виолончель); NEOS 10805.
- 2009: Пауль Бен-Хаим: «Kabbalat Shabbat», в том числе «Three songs without words» (альт и фортепиано) — Дуэт с Аксель Греммелспахер, Фортепиано; NEOS 10916
- 2009: Моисей Вайнберг: Соната для кларнета и фортепиано ор. 28 (1945) и Фёдор Дружинин: Соната для альта и фортепиано, соч. 147 (1975) — Дуэт с Яшей Немцовым; NEOS 11008/09